# Coupe du monde de combiné nordique 2001-2002
Navigation
2000–2001 2002–2003
| \| Kuopio Lillehammer Zakopane Štrbské Pleso Oberwiesenthal Reit im Winkl Schonach Val di Fiemme Ramsau Liberec Lahti Falun Trondheim Oslo \| Les sites des compétitions en Europe. |
| Kuopio Lillehammer Zakopane Štrbské Pleso Oberwiesenthal Reit im Winkl Schonach Val di Fiemme Ramsau Liberec Lahti Falun Trondheim Oslo                                             |

| \| Steamboat Springs \| Le site de la compétition aux États-Unis. |
| Steamboat Springs                                                 |

Cet article traite de la coupe du monde de combiné nordique 2002.

## Classement final
| Rang | Nom              | Pays       | Points |
| ---- | ---------------- | ---------- | ------ |
| 1    | Ronny Ackermann  | Allemagne  | 2110   |
| 2    | Felix Gottwald   | Autriche   | 1986   |
| 3    | Samppa Lajunen   | Finlande   | 1863   |
| 4    | Jaakko Tallus    | Finlande   | 1220   |
| 5    | Daito Takahashi  | Japon      | 1101   |
| 6    | Todd Lodwick     | États-Unis | 1079   |
| 7    | Mario Stecher    | Autriche   | 1017   |
| 8    | Hannu Manninen   | Finlande   | 911    |
| 9    | Christoph Bieler | Autriche   | 870    |
| 10   | Bill Demong      | États-Unis | 842    |

## Calendrier
| Étape                                                         | Date                                              | Épreuve                             | Vainqueur                                                       | Deuxième                                                   | Troisième                                                      | Leader de la coupe du monde |
| Kuopio                                                        |                                                   |                                     |                                                                 |                                                            |                                                                |                             |
| 1.                                                            | 23 novembre 2001                                  | Gundersen individuel – K120 / 15 km | Ronny Ackermann                                                 | Björn Kircheisen                                           | Kristian Hammer                                                | Ronny Ackermann             |
| 2.                                                            | 25 novembre 2001                                  | Sprint – K120 / 7,5 km              | Ronny Ackermann                                                 | Hannu Manninen                                             | Kristian Hammer                                                | Ronny Ackermann             |
| Lillehammer                                                   |                                                   |                                     |                                                                 |                                                            |                                                                |                             |
| 3.                                                            | 1er décembre 2001                                 | Par équipes – K90 / 3 x 5 km        | Épreuve annulée                                                 | Épreuve annulée                                            | Épreuve annulée                                                | Ronny Ackermann             |
| 4.                                                            | 2 décembre 2001                                   | Gundersen individuel – K120 / 15 km | Todd Lodwick                                                    | Felix Gottwald                                             | Preben Fjære Brynemo                                           | Ronny Ackermann             |
| Zakopane                                                      |                                                   |                                     |                                                                 |                                                            |                                                                |                             |
| 5.                                                            | 7 décembre 2001                                   | Mass start – K120 / 15 km           | Felix Gottwald                                                  | Ronny Ackermann                                            | Samppa Lajunen                                                 | Ronny Ackermann             |
| Štrbské Pleso                                                 |                                                   |                                     |                                                                 |                                                            |                                                                |                             |
| 6.                                                            | 9 décembre 2001                                   | Sprint – K90 / 7,5 km               | Samppa Lajunen                                                  | Ronny Ackermann                                            | Felix Gottwald                                                 | Ronny Ackermann             |
| Steamboat Springs                                             |                                                   |                                     |                                                                 |                                                            |                                                                |                             |
| 7.                                                            | 16 décembre 2001                                  | Gundersen individuel – K90 / 15 km  | Felix Gottwald                                                  | Todd Lodwick                                               | Ronny Ackermann                                                | Ronny Ackermann             |
| 8.                                                            | 18 décembre 2001                                  | Sprint – K114 / 7,5 km              | Ronny Ackermann                                                 | Samppa Lajunen                                             | Felix Gottwald                                                 | Ronny Ackermann             |
|                                                               |                                                   |                                     |                                                                 |                                                            |                                                                |                             |
| Grand prix d'Allemagne de combiné nordique                    |                                                   |                                     |                                                                 |                                                            |                                                                |                             |
| 9.                                                            | Oberwiesenthal 29 décembre 2001                   | Sprint – K95 / 7,5 km               | Felix Gottwald                                                  | Ronny Ackermann                                            | Mario Stecher                                                  | Ronny Ackermann             |
| 10.                                                           | Reit im Winkl 3 janvier 2002                      | Sprint – K90 / 7,5 km               | Ronny Ackermann                                                 | Felix Gottwald                                             | Samppa Lajunen                                                 | Ronny Ackermann             |
| 11.                                                           | Schonach 5 janvier 2002 (Coupe de la Forêt-noire) | Gundersen individuel – K90 / 15 km  | Felix Gottwald                                                  | Samppa Lajunen                                             | Ronny Ackermann                                                | Ronny Ackermann             |
| Vainqueur du grand prix : Felix Gottwald                      |                                                   |                                     |                                                                 |                                                            |                                                                |                             |
|                                                               |                                                   |                                     |                                                                 |                                                            |                                                                |                             |
| Val di Fiemme                                                 |                                                   |                                     |                                                                 |                                                            |                                                                |                             |
| 12.                                                           | 9 janvier 2002                                    | Par équipes – K95 / 3 x 5 km        | Finlande I- Mikko Keskinarkaus - Samppa Lajunen - Jaakko Tallus | Autriche- Christoph Eugen - Mario Stecher - Felix Gottwald | Allemagne I- Jens Gaiser - Sebastian Haseney - Ronny Ackermann | Ronny Ackermann             |
| 13.                                                           | 11 janvier 2001                                   | Sprint – K120 / 7,5 km              | Felix Gottwald                                                  | Ronny Ackermann                                            | Björn Kircheisen                                               | Ronny Ackermann             |
| Ramsau                                                        |                                                   |                                     |                                                                 |                                                            |                                                                |                             |
| 14.                                                           | 13 janvier 2001                                   | Mass start – K90 / 15 km            | Felix Gottwald                                                  | Samppa Lajunen                                             | Jaakko Tallus                                                  | Felix Gottwald              |
| Liberec                                                       |                                                   |                                     |                                                                 |                                                            |                                                                |                             |
| 15.                                                           | 18 janvier 2002                                   | Sprint – K120 / 7,5 km              | Ronny Ackermann                                                 | Georg Hettich                                              | Daito Takahashi                                                | Felix Gottwald              |
| 16.                                                           | 19 janvier 2002                                   | Gundersen – K120 / 15 km            | Bill Demong                                                     | Pavel Churavý                                              | Felix Gottwald                                                 | Felix Gottwald              |
|                                                               |                                                   |                                     |                                                                 |                                                            |                                                                |                             |
| Salt Lake City Jeux olympiques d'hiver (8 au 24 février 2002) |                                                   |                                     |                                                                 |                                                            |                                                                |                             |
|                                                               |                                                   |                                     |                                                                 |                                                            |                                                                |                             |
| Lahti                                                         |                                                   |                                     |                                                                 |                                                            |                                                                |                             |
| 17.                                                           | 1er mars 2002                                     | Gundersen – K116 / 15 km            | Samppa Lajunen                                                  | Ronny Ackermann                                            | Jaakko Tallus                                                  | Felix Gottwald              |
| 18.                                                           | 3 mars 2002                                       | Sprint – K116 / 7,5 km              | Samppa Lajunen                                                  | Ronny Ackermann                                            | Sebastian Haseney                                              | Felix Gottwald              |
| Falun                                                         |                                                   |                                     |                                                                 |                                                            |                                                                |                             |
| 19.                                                           | 9 mars 2002                                       | Mass start – K115 / 15 km           | Épreuve annulée                                                 | Épreuve annulée                                            | Épreuve annulée                                                | Felix Gottwald              |
| Trondheim                                                     |                                                   |                                     |                                                                 |                                                            |                                                                |                             |
| 20.                                                           | 13 mars 2002                                      | Sprint – K120 / 7,5 km              | Samppa Lajunen                                                  | Ronny Ackermann                                            | Georg Hettich                                                  | Ronny Ackermann             |
| Oslo                                                          |                                                   |                                     |                                                                 |                                                            |                                                                |                             |
| 21.                                                           | 15 mars 2002                                      | Gundersen – K115 / 15 km            | Ronny Ackermann                                                 | Jaakko Tallus                                              | Samppa Lajunen                                                 | Ronny Ackermann             |
| 22.                                                           | 16 mars 2002                                      | Sprint – K115 / 7,5 km              | Hannu Manninen                                                  | Samppa Lajunen                                             | Ronny Ackermann                                                | Ronny Ackermann             |